# Rajiv Mehrotra
Rajiv Mehrotra, né le 4 mars 1953, est un écrivain indien, producteur de télévision, et réalisateur de films documentaires,,. Il était le présentateur du talk show In Conversation, connu pour être l'émission de débats à la plus longue longévité de la télévision publique indienne. In conversation était diffusée à 21 h 30 sur Doordarshan le samedi à 21h30 et a connu en vingt ans plusieurs versions. Rajiv Mehrotra est le secrétaire de la fondation pour la responsabilité universelle.